# Napeogenes hemimelaena
Napeogenes hemimelaena är en fjärilsart som beskrevs av Frederick DuCane Godman och Osbert Salvin 1877. Napeogenes hemimelaena ingår i släktet Napeogenes och familjen praktfjärilar. Inga underarter finns listade i Catalogue of Life.